# INS Vikrant (1945)
INS Vikrant – lekki lotniskowiec Indyjskiej Marynarki Wojennej brytyjskiego typu Majestic, w służbie od 1961 do 1997 roku jako pierwszy lotniskowiec indyjski. Jego budowę rozpoczęto podczas II wojny światowej dla brytyjskiej Royal Navy pod nazwą „Hercules”, lecz jej nie ukończono w związku z końcem wojny. Po wojnie został ukończony według zmodyfikowanego projektu i sprzedany Indiom. Nosił numer burtowy R11. Po wycofaniu służył do 2012 roku jako okręt-muzeum, lecz ostatecznie został złomowany.

## Budowa i nabycie
„Vikrant” był jednym z sześciu lotniskowców brytyjskiego typu Majestic, których budowa została rozpoczęta podczas II wojny światowej dla marynarki brytyjskiej, lecz nie została ukończona z powodu końca wojny. Wraz ze zbliżonym typem Colossus, typ Majestic powstał w ramach programu lekkich lotniskowców floty 1942 roku, mającego na celu szybką budowę licznych jednostek, mniej skomplikowanych i tańszych od typowych lotniskowców floty, dla zapewnienia ochrony myśliwskiej brytyjskim okrętom. Główną różnicą między nimi było dostosowanie typu Magnificent do operowanie cięższych samolotów, o masie do 9 ton (20 000 funtów). Po wojnie cztery okręty zostały zakupione lub wypożyczone przez Australię i Kanadę i dokończone dla tych krajów, piąty został zakupiony przez Indie, a ostatniego nie dokończono.
Budowę lotniskowca zlecono stoczni Vickers Armstrong w Newcastle upon Tyne 7 sierpnia 1942 roku, pod numerem stoczniowym 61. Przewidziano dla niego nazwę „Hercules” (od mitycznego rzymskiego herosa) i numer taktyczny R49. Stępkę pod budowę położono 12 października 1943 roku. Okręt zwodowany został 22 września 1945 roku, jako ostatni ze wszystkich lotniskowców lekkich programu 1942 roku i jedyny zwodowany już po zakończeniu II wojny światowej. W maju 1946 roku roboty wykończeniowe wstrzymano, po czym w maju kolejnego roku zakonserwowany kadłub odstawiono w zatoce Gareloch u ujścia rzeki Clyde. Stan zaawansowania prac wynosił wówczas 75%.
W 1955 roku rząd Indii doszedł do wniosku, że dla wzmocnienia swojej marynarki wojennej potrzebuje lotniskowca. Tradycyjnym dostawcą okrętów dla Indii była wówczas Wielka Brytania, z której sił zbrojnych wywodziła się organizacyjnie armia Indii. W styczniu 1957 roku Indie kupiły „Hercules”, który miał zostać ukończony zgodnie z nowoczesnymi standardami, obejmującymi między innymi wyposażenie w ukośny pokład do lądowania, katapultę parową, lustrzany system wspomagania lądowania i nowoczesne wyposażenie radioelektroniczne. Dla służby w gorącym klimacie otrzymał także systemy klimatyzacji i izolację termiczną. Ukończenie zlecono stoczni Harland and Wolff w Belfaście, która wcześniej prowadziła analogiczne prace na bliźniaczym HMCS „Bonaventure” dla Kanady. Okręt został ukończony i wcielony do marynarki indyjskiej 4 marca 1961 roku. Otrzymał nazwę „Vikrant” (w sanskrycie: odważny, śmiały). Nosił stały numer burtowy R 11.

## Opis

### Architektura i kadłub
„Vikrant” miał klasyczną konstrukcję lotniskowca, z płaskim pokładem lotniczym na całej długości i nadbudówką wyspową na prawej burcie. Spośród okrętów typu Majestic, tylko HMCS „Magnificent” został ukończony zgodnie z oryginalnym projektem, z typowym dla II wojny światowej prostym pokładem lotniczym, natomiast pozostałe lotniskowce zostały zmodyfikowane i różniły się od oryginalnego projektu i od siebie nawzajem. Zgodnie z nowymi tendencjami po wojnie, „Vikrant” otrzymał pokład do lądowania odchylony pod kątem ok. 7,5° w lewo od osi podłużnej. Przednia część pokładu do lądowania wystawała w formie niewielkiego sponsonu poza obrys lewej burty na śródokręciu. Wąska nadbudówka średniej wielkości z pojedynczym kominem była zabudowana na sponsonie po prawej stronie zgodnie z pierwotnym projektem. W odróżnieniu natomiast od innych zmodyfikowanych okrętów, pokład do lądowania na rufie nie wystawał poza prawą burtę, pozostając równoległy do osi kadłuba zgodnie z pierwotnym projektem. Na samej rufie pokład lotniczy został nieco wydłużony i ścięty pod kątem.
Wyporność standardowa wynosiła 15 700 ts, a pełna 19 500 ts. Długość całkowita wynosiła 213,4 m, a na linii wodnej 192 m. Szerokość kadłuba na linii wodnej wynosiła 24,4 m, a maksymalna na pokładzie lotniczym wynosiła 39 m. Zanurzenie wynosiło 7,3 m.

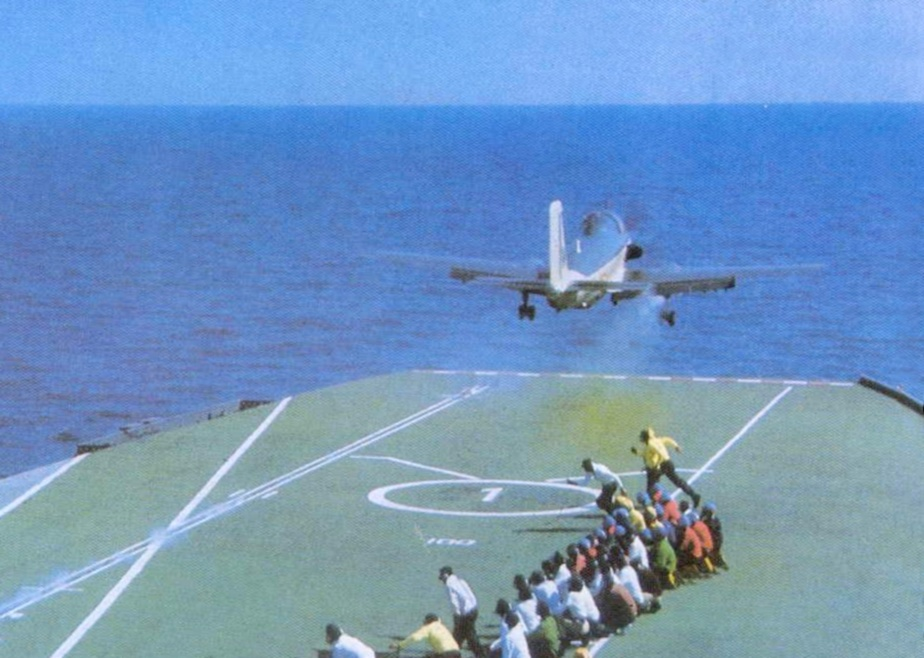
Start Breguet Alizé z katapulty, 1971 rok

Okręt wyposażono w jedną katapultę parową produkcji brytyjskiej (bliźniaczy HMAS „Melbourne” miał katapultę typu BH3, służącą do wyrzucania samolotów o masie do 9 ton – 20 000 funtów, z prędkością 56 węzłów). Katapulta została umieszczona na dziobowym pokładzie lotniczym, po lewej stronie od osi symetrii, skierowana pod kątem w prawo. W czasie modernizacji w latach 1987–1989 zdjęto katapultę, a na dziobie zamontowano wznoszącą się pod kątem 12° oprofilowaną z przodu rampę startową (skocznię – ang. ski-jump), ułatwiającą start samolotów Sea Harrier z krótkim rozbiegiem. Początkowo na pokładzie do lądowania okręt miał zamontowane liny hamujące (aerofiniszer), również zdjęte w toku modernizacji, po której utracił zdolność operowania z niego samolotów konwencjonalnego startu i lądowania. „Vikrant” posiadał dwie windy lotnicze, w osi symetrii pokładu, powiększone w stosunku do oryginalnego projektu.
Załoga obejmowała normalnie 1075 osób, a w czasie wojny była zwiększana do maksymalnie 1345 osób.

### Grupa lotnicza

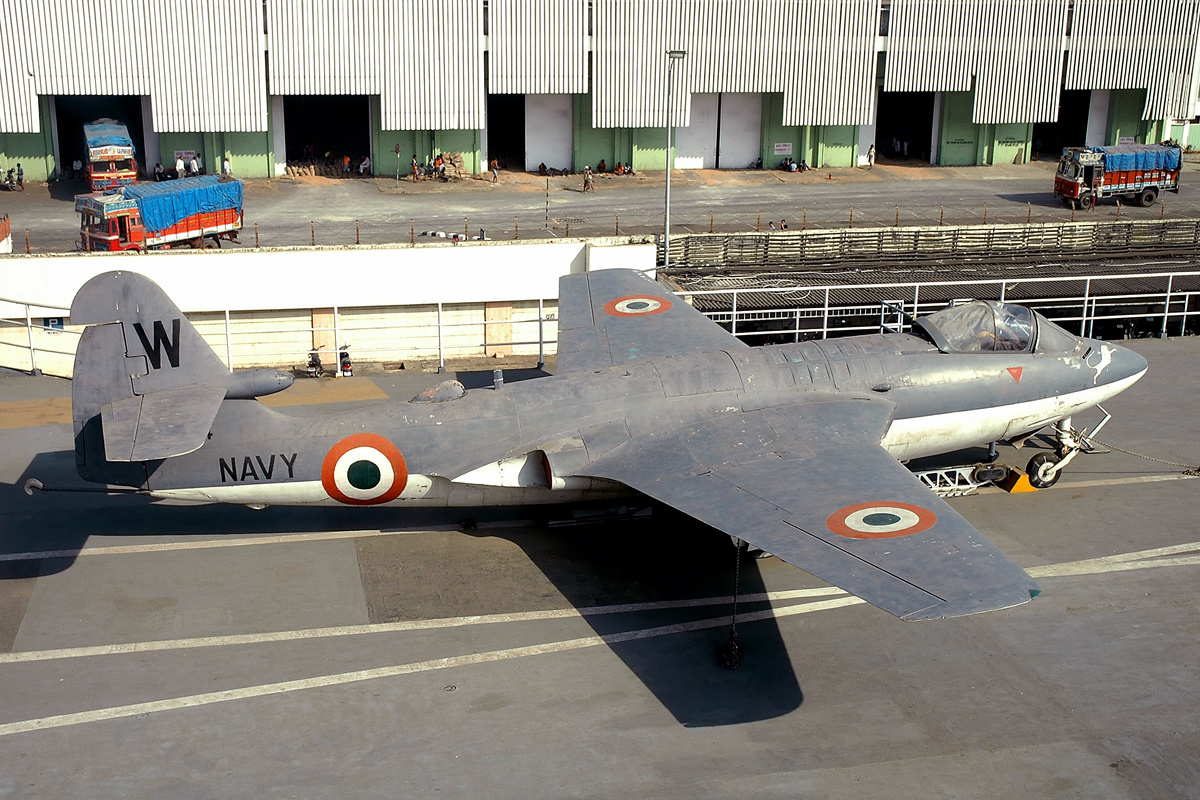
Hawker Sea Hawk jako eksponat na pokładzie „Vikranta”

Według oryginalnego projektu z okresu II wojny światowej okręt miał przenosić do 37 ówczesnych samolotów. W służbie „Vikrant” przenosił do 21 samolotów i śmigłowców, lecz zwykle było ich 16–17. Początkowo typowa grupa lotnicza obejmowała dziesięć samolotów myśliwsko-szturmowych Hawker Sea Hawk, cztery samoloty patrolowe (zwalczania okrętów podwodnych) Breguet 1050 Alizé produkcji francuskiej i dwa śmigłowce poszukiwawczo-ratunkowe Alouette III. Samoloty Sea Hawk FGA.6, zakupione w Wielkiej Brytanii, używane były na lotniskowcu przez dywizjon 300 White Tiger. Indie zdawały sobie sprawę z małej nowoczesności samolotów Sea Hawk w tym czasie i początkowo zamierzały nabyć francuskie samoloty Dassault Étendard IV, lecz wymagałoby to mocniejszej katapulty i dalej idących zmian konstrukcji. W 1969 roku Indie starały się następnie nabyć amerykańskie pokładowe samoloty szturmowe Douglas A-4 Skyhawk, lecz USA odmówiły ich sprzedaży. We wczesnych latach 70. nabyto natomiast brytyjskie śmigłowce przeciwpodwodne Westland Sea King Mk 42, które zaczęły zastępować samoloty Alizé. Zamiast Alouette III używany był także jego indyjski licencyjny wariant HAL Chetak.
Po modernizacji, od 1984 roku okręt przenosił myśliwsko-szturmowe samoloty V/STOL (pionowego lub krótkiego startu i lądowania) BAe Sea Harrier. Indie używały tych samolotów w eksportowej wersji FRS.51. Jednocześnie do 1987 roku obok śmigłowców Sea King używano nadal samolotów patrolowych Alizé. Typowa grupa obejmowała 6–8 Sea Harrierów, 6–8 Alizé i sześć śmigłowców Sea King i Alouette III. Po drugiej modernizacji i zamontowaniu rampy startowej na dziobie w 1989 roku, grupę lotniczą stanowiło według niektórych źródeł sześć Sea Harrierów, 3-6 śmigłowców zwalczania okrętów podwodnych Westland Sea King i śmigłowce Alouette III, łącznie około 15 maszyn.

### Uzbrojenie i wyposażenie
Uzbrojenie stanowiło tylko 15 armat przeciwlotniczych kalibru 40 mm Bofors L/60, w tym cztery dwulufowe i siedem pojedynczych stanowisk. Po 1982 roku pozostało siedem pojedynczych działek. W 1986 roku roczniki flot wskazywały cztery działka.
Okręt posiadał od początku zestaw radarów. Początkowo były to przede wszystkim radary: typu 960 – dalekiego zasięgu dozoru powietrznego na fale metrowe, typu 277 – wysokościomierz na fale decymetrowe (według innych źródeł typu 278), oraz typu 293 – dozoru nawodnego i wykrywania celów niskolecących na fale decymetrowe. W połowie lat 80. zostały one wymienione na nowocześniejsze produkcji holenderskiej. Stanowiły je: radar dozoru powietrznego Signaal LW-05, dozoru nawodnego ZW-06 (pasmo I) i nawigacyjne ZW-10/11. Przez cały okres służby lotniskowiec miał radar kierowania podejściem samolotów (Carrier Controlled Approach) typu 963. W 1985 roku zamontowano też system dowodzenia Selenia IPN-10.

### Napęd
Napęd stanowiły zgodnie z projektem dwa zespoły turbin parowych systemu Parsonsa z jednostopniowymi przekładniami redukcyjnymi, napędzające dwie śruby. Parę wytwarzały cztery  trójwalczakowe kotły typu Admiralicji. Moc projektowa napędu wynosiła 40 000 SHP. Prędkość maksymalna wynosiła 24,5 węzła. Zasięg wynosił 12 000 mil morskich przy prędkości 14 w lub 6300 mil morskich przy 23 w.

## Służba
INS „Vikrant” podniósł banderę indyjską 4 marca 1961 roku w Belfaście, po czym pozostał przez pewien czas na wodach europejskich w celu prób i zgrania załogi. Pierwszym dowódcą został komandor Pritam Singh Mahindroo. Już od 1960 roku indyjscy lotnicy szkolili się na samolotach Breguet Alizé we Francji oraz na Hawker Sea Hawk w Wielkiej Brytanii (300 Dywizjon osiągnął gotowość bojową 7 lipca 1960 roku w bazie Brawdy w Walii). Pierwsze lądowanie na lotniskowcu indyjskiego Sea Hawka odbyło się 18 maja 1961 roku w Portsmouth (pilot Radhakrishna Hariram Tahiliani, późniejszy admirał). 23 maja podczas rejsu na Morze Śródziemne do Tulonu zaokrętowano 310 Dywizjon z samolotami zwalczania okrętów podwodnych Alizé i klucz poszukiwawczo-ratowniczy z wypożyczonymi od marynarki francuskiej śmigłowcami Alouette III. Dopiero 4 sierpnia na wodach angielskich zaokrętowany został 300 Dywizjon z Sea Hawkami, po czym lotniskowiec wyruszył w podróż do kraju przez Kanał Sueski, odbywając po drodze ćwiczenia koło Malty, którą opuścił 6 października. 3 listopada 1961 roku przybył do swojej bazy w Bombaju. Miało wówczas miejsce uroczyste przyjęcie okrętu do służby w obecności premiera Nehru. 
Już w grudniu 1961 roku „Vikrant” wziął udział w osłonie operacji Vijay – zajęcia Indii Portugalskich. Nie uczestniczył jednak w walkach, które miały miejsce 18 grudnia, z uwagi na brak konieczności. Podczas wojny chińsko-indyjskiej w 1962 roku rozważano użycie 300 Dywizjonu z baz lądowych na północy kraju, lecz nie doszło wówczas do tego.
Podczas wojny z Pakistanem we wrześniu 1965 roku „Vikrant” znajdował się w remoncie w Bombaju i nie wziął udziału w walkach. Jego samoloty działały jednak z baz lądowych, chociaż nie doszło ostatecznie do ich użycia przeciw celom na lądzie. 

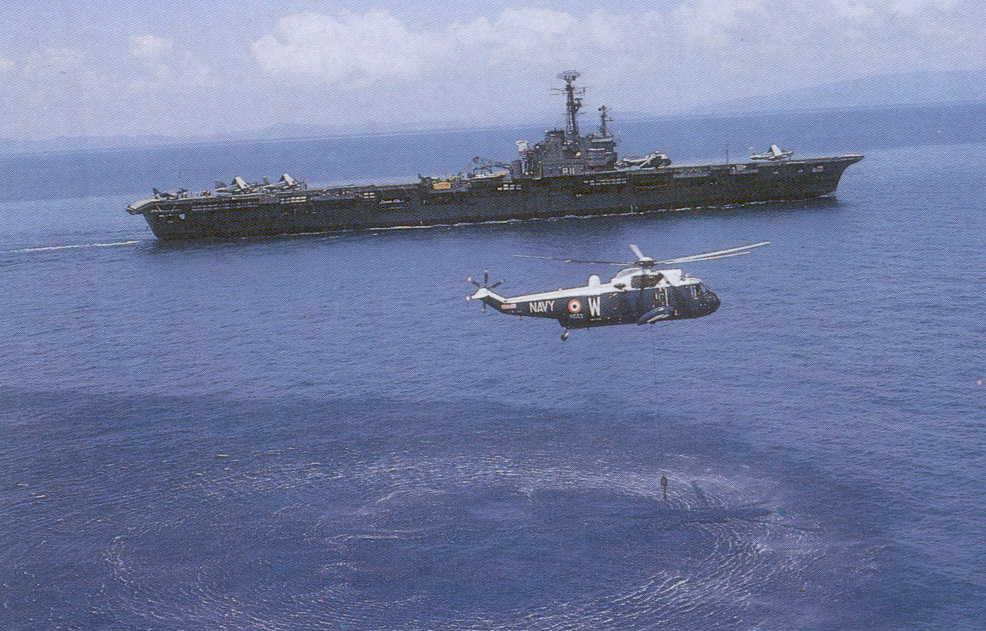
„Vikrant” podczas wojny 1971 roku ze śmigłowcem Sea King

Podczas kolejnej wojny z Pakistanem w 1971 roku „Vikrant” miał problemy z kotłownią – przynajmniej jeden z kotłów był niesprawny, co ograniczało prędkość do 16 węzłów, lecz został użyty do zwycięskiej operacji przeciw Pakistanowi Wschodniemu w Zatoce Bengalskiej. Wraz z okrętami eskorty skutecznie blokował wybrzeże Pakistanu Wschodniego. 4 grudnia jego samoloty dokonały pierwszego nalotu na lotnisko w Koks Badźar i port w Chittagong. W kolejnych dniach ataki lotnicze przeciwko celom naziemnym i jednostkom pływającym były powtarzane, przy użyciu zarówno Sea Hawków, jak Alizé. 
W lipcu 1972 roku na okręcie zademonstrowano lądowanie samolotu pionowego lub krótkiego startu i lądowania Hawker Siddeley Harrier (o znakach G-VTOL), co spowodowało zainteresowanie rządu Indii i próby zakupu morskiej wersji tego samolotu dla zamiany przestarzałych Sea Hawków. W latach 70. zakupiono śmigłowce przeciwpodwodne Westland Sea King dla 330 Dywizjonu. Od stycznia 1979 do 3 stycznia 1982 roku trwał remont połączony z wymianą kotłów okrętu. Między grudniem 1982 a lutym 1983 roku dokonano pierwszej modernizacji okrętu, przystosowując go do samolotów Harrier. W lutym 1984 roku zaokrętowano 300 Dywizjon nowo przezbrojony w samoloty Sea Harrier. W 1986 roku przeprowadzono modernizację radarów i systemów dowodzenia.
W latach 1987–1989 okręt poddano drugiej głębszej modernizacji, podczas której zdjęto katapultę i aerofiniszer, a na dziobie zamontowano rampę (skocznię) startową ułatwiająca start samolotów Harrier. Stan techniczny okrętu jednak się pogarszał, a w 1994 roku przeszedł on pożar. W 1995 roku został wycofany do rezerwy. Wycofano go ostatecznie ze służby 31 stycznia 1997 roku.

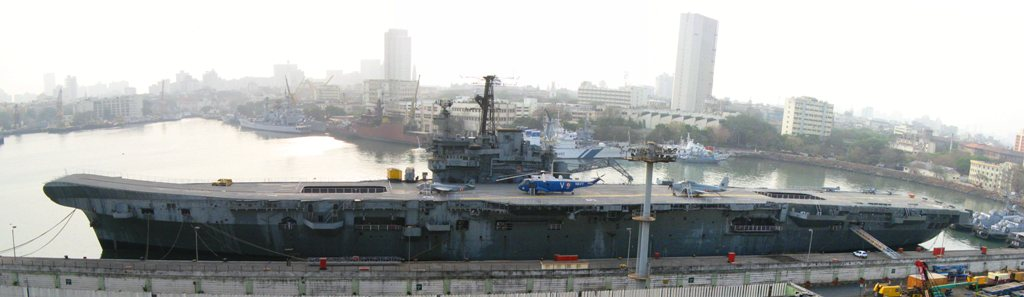
„Vikrant” jako okręt-muzeum w 2008

Po wycofaniu ze służby zastanawiano się nad dalszym losem okrętu, który przez cztery lata stał odstawiony. Zdecydowano przekształcić go w okręt-muzeum. W grudniu 2001 roku został po raz pierwszy udostępniony publiczności w ograniczonym zakresie podczas Tygodnia Marynarki w Bombaju. W ciągu kolejnych lat zorganizowano na nim ekspozycje muzealne prezentujące historię indyjskiej marynarki, w tym ekspozycję pokładowych statków powietrznych. Brak wystarczających źródeł finansowania jednak spowodował pogarszanie się stanu okrętu i w 2012 roku został on zamknięty dla publiczności jako niebezpieczny. Podejmowane przez różne osoby próby uratowania okrętu nie powiodły się i został on następnie sprzedany w 2014 roku na złom.
„Vikrant” przez większość służby miał ograniczone możliwości uderzeniowe z uwagi na problemy techniczne i szybko przestarzałą grupę lotniczą, jednakże przeciwnicy Indii nie mieli w tym okresie w ogóle okrętów tej klasy. Zapewniał też pewne możliwości działań przeciwpodwodnych. Imię „Vikrant” otrzymał następnie nowo zbudowany lotniskowiec, który wszedł do służby w 2022 roku.